# Anglo-Italian Cup
De Anglo-Italian Cup was een voetbaltoernooi dat gehouden werd tussen clubs uit Engeland en Italië. 

## Geschiedenis
Het toernooi werd opgezet nadat Swindon Town de League Cup won in 1969 maar niet mocht meedoen aan de Jaarbeursstedenbeker omdat de club in de Third Division speelde. Het toernooi was enkel toegankelijk voor clubs die niet in de hoogste klasse speelden.
De competitie werd opgeheven in 1973 maar een nieuwe competitie voor semiprofessionele teams werd onder dezelfde naam gespeeld tussen 1975 en 1987. De professionele competitie werd in 1992 opnieuw ingevoerd voor teams uit de 2de klasse (Serie B en de First Division, die na de oprichting van de Premier League nu de 2de klasse werd). Hiermee werd de Full Members Cup vervangen. Na 4 seizoenen werd de competitie geschrapt in 1996.

## Winnaars
| Jaar                          | Winnaar          | Runner-up     |
| ----------------------------- | ---------------- | ------------- |
| Professionele competitie      |                  |               |
| 1970                          | Swindon Town     | Napoli        |
| 1971                          | Blackpool        | Bologna       |
| 1972                          | AS Roma          | Blackpool     |
| 1973                          | Newcastle United | Fiorentina    |
| Semi-professionele competitie |                  |               |
| 1976                          | Monza Calcio     | Wimbledon     |
| 1977                          | Lecco            | Bath City     |
| 1978                          | Udinese          | Bath City     |
| 1979                          | Sutton United    | Chieti        |
| 1980                          | Triestina        | Sutton United |
| 1981                          | Modena           | Poole Town    |
| 1982                          | Modena           | Sutton United |
| 1983                          | Cosenza          | Padova        |
| 1984                          | Francavilla      | Teramo        |
| 1985                          | Pontedera        | Livorno       |
| 1986                          | Piacenza Calcio  | Pontedera     |
| Professionele competitie      |                  |               |
| 1992-93                       | Cremonese        | Derby County  |
| 1993-94                       | Brescia          | Notts County  |
| 1994-95                       | Notts County     | Ascoli        |
| 1995-96                       | Genoa            | Port Vale     |